# Guinéenne de Large Bande
La Guinéenne de Large Bande (GUILAB) est le premier opérateur d’infrastructures de télécommunications de la Guinée et l’unique passerelle des communications internationales du pays.

## Historique
Ayant l’opportunité de se raccorder pour la première fois à un système de câble sous-marin, la  Guinée a adhéré au projet Africa Coast to Europe et est devenue membre du Consortium ACE en 2010, au travers de son opérateur historique SOTELGUI (Société de Télécommunications de Guinée).
Pour financer le coût de l’opération et faire participer à son projet les acteurs économiques déjà installés en République de Guinée, l’État Guinéen  s’est associé avec des opérateurs privés ; ce partenariat a donné lieu à la création de GUILAB S.A. en mars 2011.
Les deux sociétés guinéennes qui faisaient partie du Consortium ACE lors de sa création en 2010 (Orange Guinée et la SOTELGUI) ont transféré leurs droits à la Société Guinéenne de Large Bande. La totalité de la capacité allouée à la GUILAB dans le consortium ACE, est mise à la disposition de ses actionnaires au prorata de leur participation : les opérateurs de télécommunications bénéficient ainsi d'un droit d'accès aux capacités sur le câble par le biais d'une participation directe au capital social de la GUILAB.
En mars 2013, à la suite de la connexion du câble ACE au pays, le gouvernement a décerné à la GUILAB l'autorisation d'exploiter le nouveau réseau de fibre optique.
En juin 2014, la station d'atterrissement du câble sous-marin ACE de Kippé est inaugurée. Cela a pris 26 ans à la Guinée pour se relier au câble sous-marin.
En octobre 2016, un nouveau pacte des actionnaires est signé pour permettre le développement de nouveaux services et moderniser les réseaux. 
Jusqu’à la signature de ce nouveau pacte des actionnaires, GUILAB jouit d’un statut particulier car n’ayant pas vocation à faire du profit. En novembre 2016, une commission de l'Assemblée Nationale fait remarquer que GUILAB ne paie aucune taxe sur ses revenus, sans qu'une explication soit fournie à ce niveau-là. GUILAB n’a à cette époque en effet aucun impôt sur les bénéfices à payer mais elle s’acquitte, depuis sa création, de tous les prélèvements, taxes et impôts relatifs à la TVA, aux cotisations sociales, patronales et autre, en conformité avec la réglementation fiscale guinéenne. GUILAB est auditée chaque année par un Commissaire aux Comptes, membre d’un réseau international indépendant, désigné par son Conseil d’Administration.
Depuis le 22 décembre 2016, la Guinéenne de Large Bande est certifiée ISO 9001 : 2015 sur ses activités de gestion, d’exploitation et de maintenance de la station d’atterrissement du câble sous-marin de très haut débit Africa Coast to Europe (ACE). GUILAB devient ainsi le 1er opérateur certifié ISO 9001 : 2015 en Guinée.

## Activités

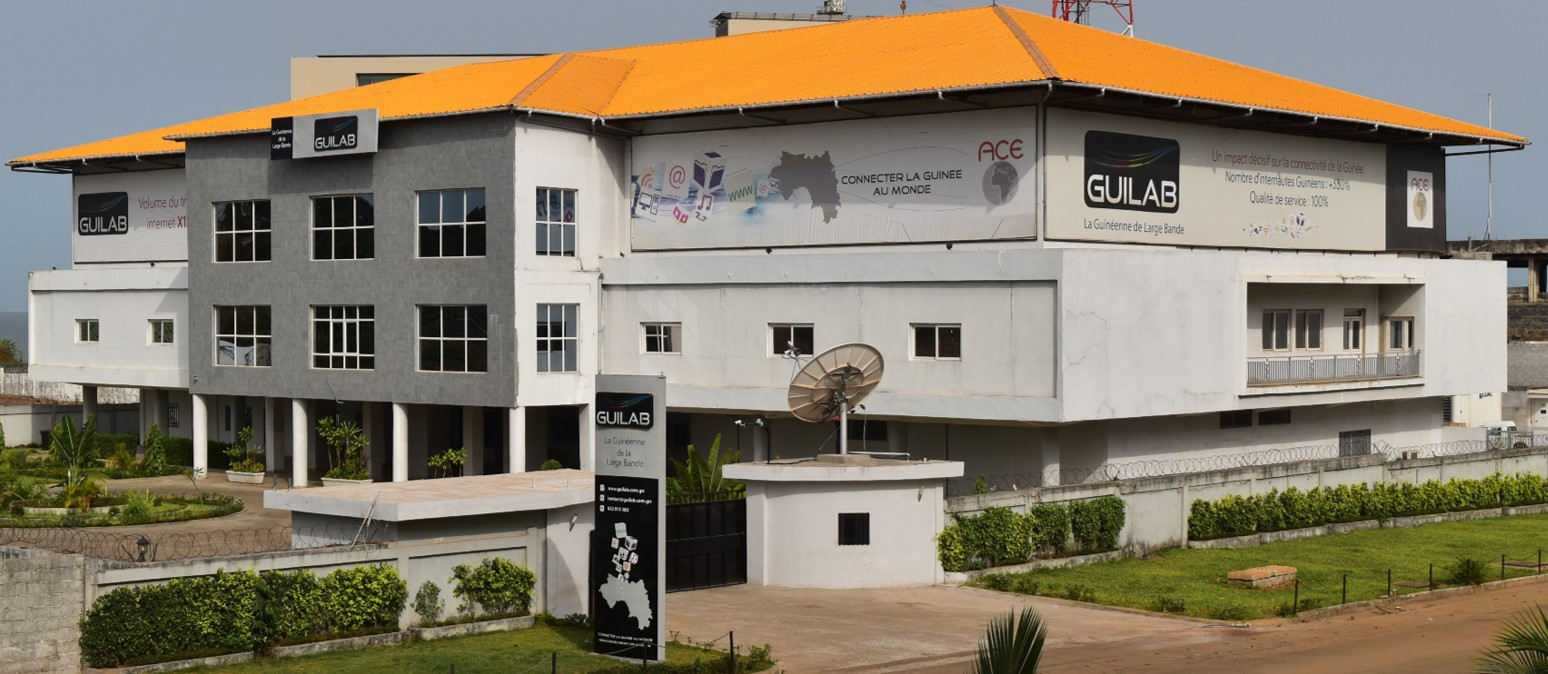
La station d'atterrissement du câble sous-marin Africa Coast To Europe en Guinée, siège de la GUILAB.

Créée en mars 2011, GUILAB S.A. est régie par le droit des sociétés de la République de Guinée et dotée d’un capital de 227 130 000 000 GNF. La société est chargée :
- du suivi des activités de déploiement du câble sous-marin ACE
- de la gestion de la capacité générée par le projet ACE
- de la mise en place des outils qui permettent de suivre et de valider la capacité qui arrive par le câble ACE et celle allouée à chaque opérateur

GUILAB offre également aux opérateurs télécoms et aux FAI du pays une gamme de services « wholesale » plus large, à savoir le 1er Point de Présence IP avant fin 2016 ou des services de colocalisation.
Le centre de données et siège de la GUILAB aurait bénéficié de huit milliards de francs guinéens, puis US$ 1,2 million pour des travaux de rénovation. Les US$ 1,2 million, prêtés par la banque mondiale, ont du être restitués à la suite de forts soupçons de corruption,. GUILAB a démenti sur le site agenceecofin être concernée par cette polémique car les travaux ne concernaient pas la station d’atterrissement du câble ACE mais le bâtiment adjacent censé abriter le centre de données de la dorsale Internet nationale, différente du système de câble sous-marin ACE. La Guinéenne de Large Bande n’est pas la société ayant bénéficié des financements cités dans des médias en ligne.

## Actionnariat PPP

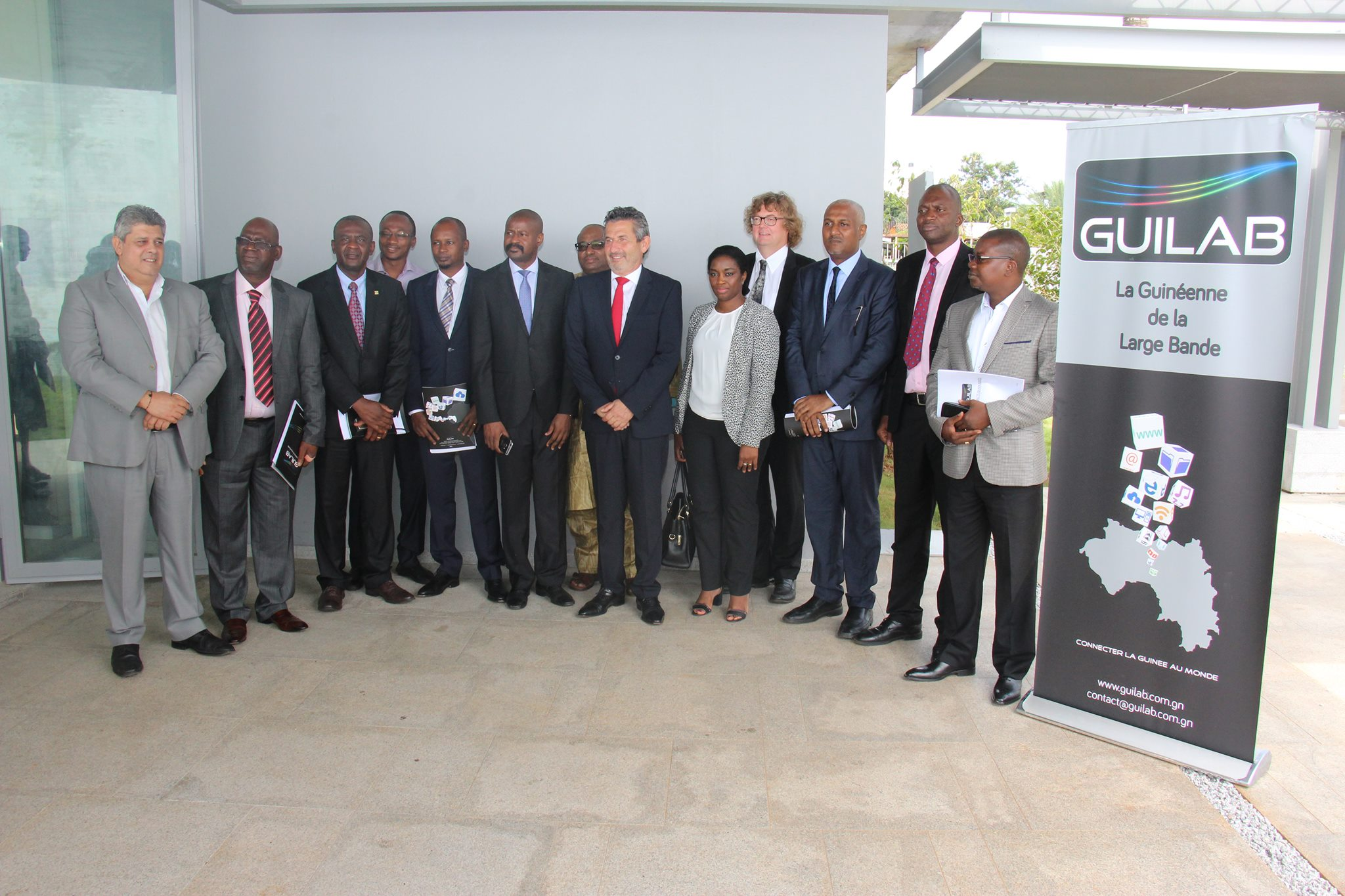
Les actionnaires de GUILAB lors de la signature du nouveau pacte d'actionnaires le 12 octobre 2016.

Société anonyme détenue majoritairement par l'Etat Guinéen et par les principaux opérateurs Télécoms du pays. La Guinéenne de Large Bande est un remarquable exemple de collaboration réussie entre les secteurs public et privé.
Le projet ACE a requis un investissement total de US$ 700 millions de la part des membres du Consortium, opérateurs de Télécommunications et pays membres. Avec un don de la Banque mondiale à l’État Guinéen de 25 millions de $ US dans le cadre du projet WARCIP (West African Regional Communication Infrastructure Programme)-Guinée, l’investissement total pour la Guinée s’élève à 33,9 millions de $ US et la participation de GUILAB dans le consortium à 4,9 %.
GUILAB a été établie grâce à un partenariat public-privé entre l’État de Guinée et les opérateurs de Télécommunications privés. Elle est détenue majoritairement par l’État Guinéen à 52,55 %. Ses actionnaires privés sont :
- Orange Guinée (26,25 %)
- Areeba Guinée (7,20 %)
- ETI (5,09 %)
- Cellcom Guinée (2,55 %)
- Mouna Group Technology (2,55 %)[8]
- Intercel (1,27 %)
- Skyvision Guinée (1,27 %)
- VDCTelecom[9] (1,27 %)

## Impact socio-économique
La revue à mi-parcours du Projet WARCIP (West African Regional Communication Infrastructure Programme) Guinée qui s'est tenue à Conakry du 2 au 5 juin 2014, à l'initiative du Groupe de la Banque Mondiale et du Ministère des Postes, Télécommunications et des NTI (MPTNTI) a permis de mesurer l'évolution des indicateurs de résultats et d'impacts du projet et montre l'impact positif de la connexion au câble sous-marin ACE. Le prix de la bande passante a été divisé par 5 en Guinée depuis janvier 2013 et une forte augmentation du volume du trafic des opérateurs a pu être constatée (x12 en moyenne).
Selon le Rapport Annuel de 2013 de l'Autorité de Régulation des Postes et Télécommunications ARPT, à fin septembre 2013 — soit 6 mois après le début de la mise en service du câble sous-marin ACE — le nombre d'utilisateurs Internet a atteint 544 729 contre 124 235 utilisateurs à fin septembre 2012, soit une croissance annuelle de 337,76 %. En mai 2014, le rapport WARCIP indique un nombre de 20 utilisateurs Internet pour 100 habitants vs un objectif de 0,5. le prix au détail des services internet a été quasiment divisé par 2 et la largeur de bande internet par utilisateur a bondi de moins de 15 kbit/s en 2012 à 83 en 2015. Au 2e trimestre 2016, l'ARPT indique un taux de pénétration de l’internet mobile en Guinée de 26 %.